# Érythrée aux Jeux olympiques d'hiver de 2018
L’Érythrée a participé aux Jeux olympiques d'hiver de 2018 à Pyeongchang en Corée du Sud. C'était la première participation du pays aux Jeux d'hiver.

## Qualification
Indépendante depuis 1993, l'Érythrée est membre du Comité international olympique depuis 1999, et participe aux Jeux olympiques d'été depuis 2000. Né et vivant au Canada, mais de nationalité érythréenne, Shannon Abeda participe aux Jeux olympiques de la jeunesse d'hiver de 2012, où il est le seul représentant de l'Érythrée, mais n'y remporte pas de médaille. Il manque de peu de se qualifier pour les Jeux olympiques d'hiver de 2014 à Sotchi, et atteint les minima pour se qualifier en ski alpin pour les Jeux de 2018,,. L'Érythrée devient ainsi le neuvième État africain à participer aux Jeux olympiques d'hiver.

## Athlètes et résultats

### Ski alpin
Shannon-Ogbani Abeda est qualifié en ski alpin (épreuves masculines).
| Athlète              | Épreuve      | Manche 1      | Manche 1 | Manche 2      | Manche 2 | Total         | Total |
| Athlète              | Épreuve      | Temps         | Rang     | Temps         | Rang     | Temps         | Rang  |
| -------------------- | ------------ | ------------- | -------- | ------------- | -------- | ------------- | ----- |
| Shannon-Ogbani Abeda | Slalom       | 1 min 19 s 86 | 67       | 1 min 20 s 01 | 62       | 2 min 39 s 87 | 61    |
| Shannon-Ogbani Abeda | Slalom géant | DNF           | DNF      | DNF           | DNF      | DNF           | DNF   |